# Julie von der Goltz
Julie von der Goltz, ook bekend onder de naam Maria Dorothea Hoffmann,  (1780 – Berlijn, 1841) was een Duitse edelvrouw die diende onder Wilhelmina van Pruisen als hofdame. Ze kreeg vier buitenechtelijke kinderen uit haar relatie met toen nog prins Willem Frederik van Oranje-Nassau, de latere koning Willem I der Nederlanden.

## Biografie

### Familie en vroege jaren
Julie von der Goltz werd geboren als dochter van Carl Franz von der Goltz en Henriette Wilhemine Baerman. Haar vader vocht als militair in de Zevenjarige Oorlog en diende als minister van Oorlog van Pruisen. Frederik Adriaan van der Goltz was een volle neef van haar.
In 1799 werd Julie hofdame bij Wilhelmina van Hessen-Kassel, de echtgenote van prins Hendrik van Pruisen. Vier jaar later stelden de Oranjes haar aan als gouvernante van prinses Paulina van Oranje-Nassau. Na het overlijden van Paulina in 1806 werd Julie hofdame van Wilhelmina van Pruisen, die getrouwd was met Willem Frederik van Oranje-Nassau (de latere koning Willem I).

### Maîtresse van Willem Frederik
Tussen 1807 en 1812 kreeg Von der Goltz vier kinderen van Willem Frederik:
- Wilhelmine Marie (1 oktober 1807)
- Wilhelm Ernst Ruprecht (16 april 1809)
- Wilhelm Friedrich Timothaes (17 december 1810)
- Wilhelmine Marie (15 juni 1812)

De kinderen werden gedoopt in de Jeruzalemkerk in Berlijn en stonden daar ingeschreven als de kinderen van Wilhelm Friedrich von Dietz en Maria Dorothea Hoffmann. Von der Goltz' kinderen kregen de achternaam Von Dietz als verwijzing naar het aloude Nassaubezit Diez. De eerste geluiden over de affaire tussen Willem Frederik en een nog onbekende vrouw bereikten Wilhelmina, de moeder van Willem Frederik, in het voorjaar van 1807. De precieze identiteit van de maîtresse van Willem Frederik werd voor het eerst pas in 1902 aannemelijk gemaakt door historicus Frederik Jan Louis Krämer. Doordat Willem Frederik tot viermaal toe vader was geworden bij dezelfde hofdame stelt historicus Jeroen Koch dat er sprake moet zijn geweest van echte liefde.
Nadat Willem Frederik koning was geworden betaalde hij de kosten van de opvoeding en opleiding van zijn jongste buitenechtelijke dochter in Berlijn. Ondanks dat Von der Goltz na 1815 in de Nederlanden verbleef zag ze waarschijnlijk nog enkele malen haar kinderen. Zo bracht ze in 1816 en 1818 een familiebezoek aan Berlijn, slechts eenmaal was dit ook op eigen gelegenheid.

### Laatste jaren
Na de dood van Wilhelmina, de echtgenote van Willem I, in 1837 besloot de koning in 1839 dat hij wenste te hertrouwen. Hij aarzelde lange tijd aan wie hij zijn aanzoek moest doen: aan Von der Goltz of aan de andere hofdame van zijn overleden vrouw, Henriette d'Oultremont de Wégimont. Toen hij eenmaal zijn keuze bekend had gemaakt leidde dit tot frictie in de voormalige hofhouding van Wilhelmina. Uiteindelijk vertrok Von der Goltz van het hof en nam ze haar intrek in het Niederländisches Palais in Berlijn. In 1841 zou ze hier overlijden.
- Gemeinsame Normdatei: 1077445326
- Virtual International Authority File: 23144782938912160456